# طمحان

تعديل مصدري - تعديل

طمحان هي إحدى حارات حي يريم بمدينة يريم أحد مدن محافظة إب، بلغ تعداد سكانها 801 نسمة حسب تعداد اليمن لعام 2004.